# هارفي روبنسون
هارفي روبنسون (بالإنجليزية: Harvey Robinson)‏ هو لاعب كرة قدم أمريكية أمريكي، ولد في 23 مارس 1908 في Jupiter, North Carolina ‏ في الولايات المتحدة، وتوفي في 25 أبريل 1979 في نوكسفيل في الولايات المتحدة.